# 恩斯特·霍彭贝格
恩斯特·霍彭贝格（德語：Ernst Hoppenberg，1878年7月26日—1937年9月29日），德国男子游泳、水球运动员。他曾代表德国参加1900年夏季奥林匹克运动会，获得男子200米仰泳和男子200米团体游泳金牌。